# Миньо, Мари-Луиза
Мари-Луиза Миньо (фр. Marie-Louise Mignot; в замужестве Дени фр. Denis; 12 февраля 1712, Париж — 10 августа 1790, Париж) — французская писательница и музыкант.

## Биография
Мари-Луиза Миньо родилась 12 февраля 1712 года в городе Париже; её мать Катарина Аруэ (фр. Catherine Arouet; 1686—1726) приходилась сестрой известному французскому философу-просветителю Вольтеру; отец — Пьер-Франсуа Миньо. После смерти её матери, а затем и отца в 1737 году Вольтер предоставил ей приданое, и она вышла замуж за офицера снабжения французской армии Николя-Шарля Дени, став называться мадам Дени. Она овдовела в 1744 году, но лишь после смерти маркизы дю-Шатле вступила в более близкие отношения с Вольтером.
Обстоятельства сложились так, что Мари-Луиза Дени стала подругой и спутницей Вольтера вплоть до последних дней его жизни. Богато одаренная от природы, она скоро стала его лучшим другом и поверенным и повсюду его сопровождала.
Фридрих Великий не пожелал её присутствия в Потсдаме, но Миньо в 1753 год выехала навстречу Вольтеру во Франкфурт-на-Майне и вместе с ним была взята под арест. Вольтер сделал её своей наследницей, подарив ей и свой замок. Однако, предпочитая столичное общество, она продала замок, чтобы вернуться в Париж.
На 68-м году жизни уже весьма состоятельная Мари-Луиза Миньо вторично вышла замуж.
Мадам Миньо пробовала свои силы на сцене и в литературе, но без особого успеха, особенно в тени своего гениального дяди. Она, в числе прочего, написала пятиактовую комедию: «La coquette punie», которую театральная публика не обошла своим вниманием.
Мари-Луиза Миньо скончалась 10 августа 1790 года во французской столице.